# Internationale Weingartener Tage für Neue Musik
Die Internationalen Weingartener Tage für Neue Musik waren ein von 1986 bis 2016 jährlich stattfindendes Festival in Weingarten (Württemberg). Es bot an drei Tagen im Herbst Konzerte, Gesprächskonzerte und Vorträge zum Werk einer einzelnen Komponistin/eines einzelnen Komponisten der Neuen Musik, die/der in Weingarten auch selbst zu Gast war. Die Veranstaltungen fanden in Räumen der ehemaligen Reichsabtei Weingarten (heute PH Weingarten) und in der Basilika St. Martin statt.

## Geschichte

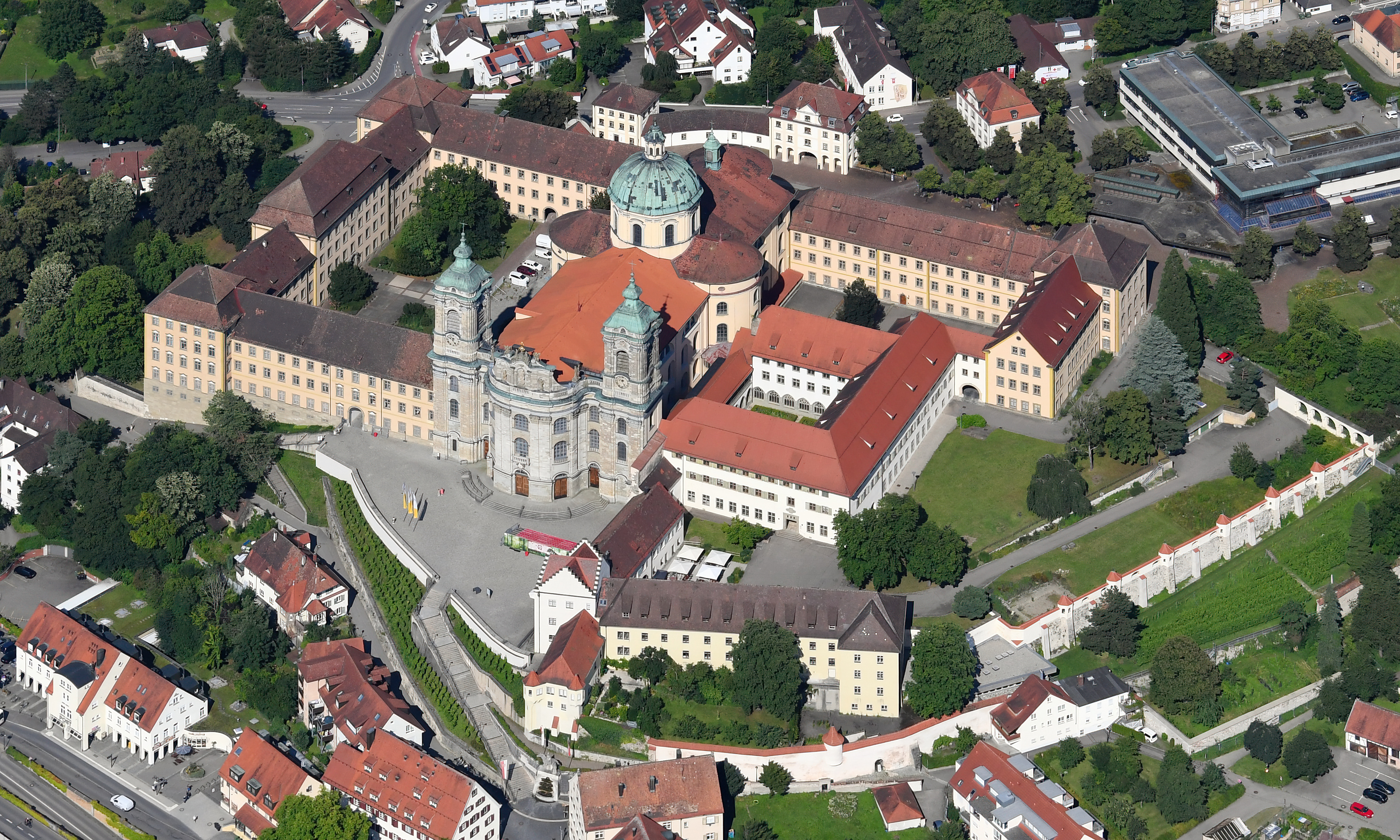
Veranstaltungsort: Kloster und Basilika Weingarten

Das Festival wurde 1986 von der Pianistin und PH-Dozentin Rita Jans (1931–2017) und den Publizisten Heinz-Klaus Metzger und Rainer Riehn begründet und mit einem Programm von Klavierabenden und Vorträgen erstmals durchgeführt. 1987–1988 wurde das Festival von der Gesellschaft für Neue Musik Oberschwaben veranstaltet; ab 1989 wurde es von einem eigenen Förderkreis unterstützt. 2001 erhielt Rita Jans für ihre Verdienste um das Festival den Kulturpreis der Städte Ravensburg und Weingarten. Das Festival 2016 sollte Marco Stroppa gewidmet sein, wurde aus Termingründen zunächst ins Jahr 2017 verschoben und schließlich nach dem Tod der Festivalleiterin Rita Jans abgesagt. Der Förderkreis und der neue künstlerische Leiter Rolf W. Stoll brachten 2020 eine Neukonzeption auf den Weg, die den Markenkern des früheren Festivals beibehält und gleichzeitig weitet.
Dieses Nachfolgefestival der Internationalen Weingartener Tage für Neue Musik heißt weit! neue musik weingarten und fand als dreitägiges Treffen erstmals 2021 statt.

## Komponisten
- 1986: Klaviermusik des 20. Jahrhunderts (mehrerer Komponisten)
- 1987: John Cage
- 1988: Helmut Lachenmann
- 1989: Klaviermusik des 20. Jahrhunderts (mehrerer Komponisten)
- 1990: Dieter Schnebel
- 1991: Mathias Spahlinger
- 1992: Karlheinz Stockhausen
- 1993: Nicolaus A. Huber
- 1994: Hans-Joachim Hespos
- 1995: Wolfgang Rihm
- 1996: Klaus Huber
- 1997: Mauricio Kagel
- 1998: Gerhard Stäbler
- 1999: Adriana Hölszky
- 2000: Karlheinz Stockhausen
- 2001: Violeta Dinescu
- 2002: Walter Zimmermann
- 2003: Helmut Oehring
- 2004: György Kurtág
- 2005: Rebecca Saunders
- 2006: Georg Friedrich Haas
- 2007: Isabel Mundry
- 2008: Nikolaus Brass
- 2009: Uroš Rojko
- 2010: Sofia Gubaidulina
- 2011: Brice Pauset
- 2012: Helmut Lachenmann
- 2013: Mark Andre
- 2014: Carola Bauckholt
- 2015: Wolfgang Rihm

weit! neue musik weingarten
- 2021: Toshio Hosokawa
- 2022: Sarah Nemtsov
- 2023: Rolf Riehm
- 2024: Hilda Paredes